# Ruach

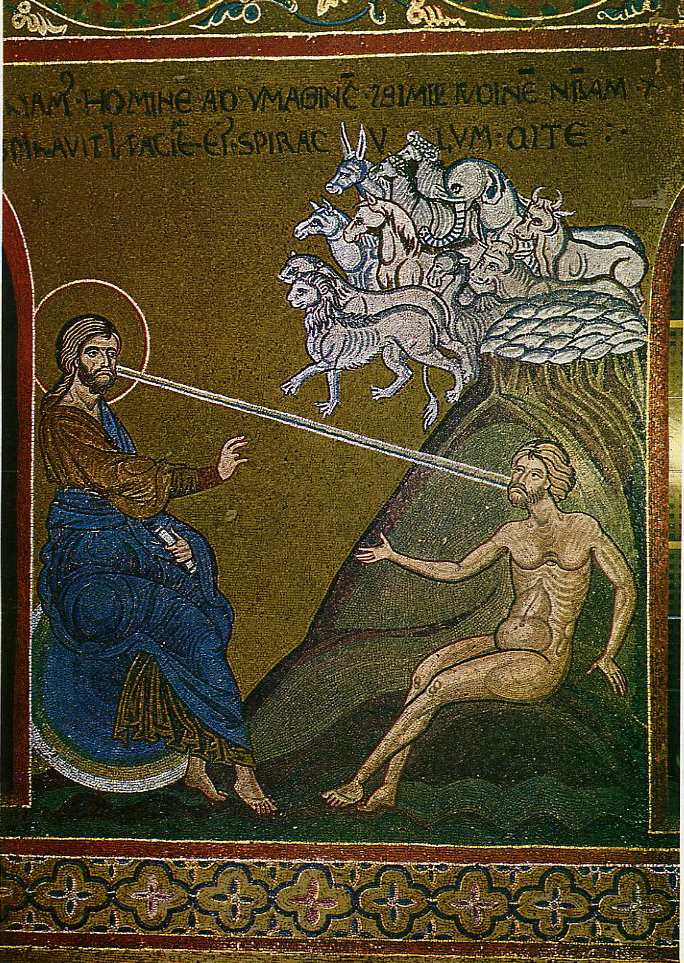
Lebensodem, byzantinisches Mosaik 12. Jahrhundert

Das weibliche hebräische Wort rûaḥ (רוּחַ) kommt im Tanach, der hebräischen Bibel, 378 Mal vor. An bestimmten Stellen wird das Wort mit ‚Geist‘ übersetzt. Die Grundbedeutung von rûaḥ ist ‚bewegte Luft‘. In griechischen Übersetzungen des Tanach ist die Übersetzung als Pneuma zu finden, ebenso im Neuen Testament.

## Verbreitung im Alten Orient
Im westsemitischen Sprachraum ist das Wort weit verbreitet. Im Ugaritischen findet sich rḥ (‚Wind‘ oder ‚Duft‘), im Phönizisch-Punischen rḥ (‚Geist‘), im Aramäischen rwḥ (‚Wind‘ und ‚Geist‘), im Arabischen rūḥ (‚Lebensodem‘, ,Geist‘) und rīḥ (‚Wind‘) und im Altäthiopischen roḥa (‚fächeln‘). Im Ostsemitischen findet sich statt rûaḥ die akkadische Wurzel scharu für ‚Odem‘.

## Etymologische Aspekte
Rûaḥ ist weiblich und soll ein onomatopoetisches Wort sein, welches das Geräusch des Windes oder des Atmens nachahmt. Manche Autoren haben die Beziehung von rûaḥ zu ræwaḥ (‚Weite, Raum; Erleichterung, Rettung‘) diskutiert. Als Indiz wurde das akkadische Wort napaschu angeführt (‚aufatmen‘ und ‚weit werden‘). Der Zusammenhang gilt allerdings als umstritten.

## Häufige Verwendungen
Die Autoren des Tanach verwenden das hebräische Wort rûaḥ mit unterschiedlicher Frequenz. Ezechiel und Jesaja verzeichnen mit insgesamt 103 Fundstellen zusammen einen Großteil der Vorkommen im Tanach. In weiten Teilen des Tanach, vor allem den sogenannten „kleinen Propheten“ (Hosea bis Maleachi) findet es dagegen kaum Verwendung (insgesamt 33 Fundstellen).
Die häufigste Verwendung von rûaḥ im Tanach ist der Gebrauch im Zusammenhang mit Wetterphänomenen. So wird der im Frühjahr in Nordafrika auftretende heiße Wind, der in Israel Sharav heißt, auch im Tanach erwähnt und dort rûaḥ qadim genannt. Eine weitere häufige Verwendung findet sich in der Beschreibung von Aktivitäten des Windes, etwa in dem Sinne dass der Wind das trockene Stroh zerstiebt. Die verkürzte Formulierung: „Spreu vor dem Wind“ ist im Tanach zu einer Redewendung geworden, die den Untergang der Frevler bezeichnet (Jes 17,13 ). Im übertragenen Sinne wird rûaḥ für die Nutzlosigkeit des menschlichen Tuns verwendet: „Streben nach Wind“ (Koh 1,17 ).

## Rûaḥund das Handeln Gottes
Rûaḥ wird im Tanach auch in Verbindung mit dem Handeln Gottes gebracht. Die Autoren des Tanach nehmen an, dass JHWH die Bewegung des Windes veranlasst (Gen 8,1 ), dass der Wind von Gott erzeugt werde („rûaḥ JHWH“ in Jes 40,7 ) und dass Gott den Wind erschaffen habe (mit „bara“ in Am 4,13 ). An einigen Stellen im Tanach wird rûaḥ im Sinne des „Atems Gottes“ verwendet Ps 18,16 . Dabei wird der Atem Gottes nicht selten mit einem kriegerischen Handeln JHWHs in Verbindung gebracht. In Jes 30,28  heißt es, Gottes feuriger Atem habe die Feinde vernichtet.
In der alttestamentlichen Forschung wird der Textbefund, dass der von Gott erzeugte Wind und sein Atem identisch seien, sehr kontrovers diskutiert. Einzelne Autoren bezweifeln die generelle Ineinssetzung von Wind und Atem Gottes im Tanach oder nehmen an, es handele sich um metaphorische Formulierungen. Andere Autoren vermuten, dass diese Verbindung in Epiphanievorstellungen zustande gekommen sei.
An einigen Stellen im Tanach scheint rûaḥ die Bedeutung von ‚Geist‘ anzunehmen (vergleiche auch Neschama und Nefesch). Es handelt sich dabei um Berichte, in denen die Rede davon ist, dass der Erzähler vom rûaḥ Gottes an einen anderen Ort gebracht worden sei (z. B. 1 Kön 18,12 ; 2 Kön 2,16 ); siehe auch Entrückung. Westermann erklärt, man könnte vermuten, dass die „bewegende Kraft des Windes“ zu einer „visionären Sphäre“ verwandelt wird.

## Rûaḥund das Atmen des Menschen
Wenn die Autoren des Tanach das Atmen des Menschen benennen wollen, wird neben rûaḥ auch das Wort נְשָׁמָה nəšāmāh verwendet. Aufgrund des unterschiedlichen Gebrauches der beiden Wörter haben einzelne Autoren gefolgert, dass rûaḥ das heftige, geräuschvolle Schnaufen meint, wohingegen mit nəšāmāh das ruhige Atmen gemeint sei. Dieser Ansicht hat Claus Westermann mit dem Hinweis auf Jes 42,14 , wo nəšāmāh für das heftige Atmen einer Gebärenden verwendet wird, widersprochen. Laut Westermann soll nəšāmāh auf den Unterschied zwischen Lebendigsein und Totsein hinweisen, weshalb das Wort auch für den „lebendigem Odem“ in Gen 2,7  verwendet wird.
Das Wort rûaḥ soll demgegenüber das Atmen des Menschen unter dem „Aspekt der dynamischen Vitalität“ (Claus Westermann) bezeichnen: Angesichts von Salomos Reichtum stockt der Königin von Saba der Atem (1 Kön 10,5 ). An vielen Stellen wird mit rûaḥ die zurückkehrende Lebendigkeit eines erschöpften Menschen beschrieben, so etwa Samson in Ri 15,19 . Aus diesem Grund haben einzelne Autoren die Vorstellung von Lebendigkeit im Tanach direkt in den Zusammenhang mit rûaḥ gebracht.

## Bedeutungswandel vonrûaḥ
Albertz und Westermann stellen in ihrem Kommentar im Theologischen Handwörterbuch zum Alten Testament (THAT) fest, dass es im Laufe der Entstehungsgeschichte der alttestamentlichen Schriften einen gravierenden Bedeutungswandel des Begriffs rûaḥ gegeben hat. Ursprünglich habe rûaḥ einen dynamischen Charakter gehabt, der mit der Zeit eingeebnet worden sei und dann in den später entstandenen Schriften des Tanach ein bloßes „Lebendigsein“ bezeichnet. Rûaḥ sei damit in seiner Bedeutung an die Stelle des Wortes nəšāmāh getreten. nəšāmāh ist ein Begriff, der im Alten Orient im Zusammenhang mit Menschenschöpfungsberichten weit verbreitet war. In nachexilischer Zeit tritt laut Westermann rûaḥ in Berichten von der Erschaffung des Menschen an die Stelle des ursprünglichen nəšāmāh.
Für das Verständnis dieses Prozesses verweisen die Autoren des THAT auf Ez 37 , wo rûaḥ historisch gesehen erstmals in der Bedeutung „Lebensodem“ verwendet wird. In Ez 37,11  sei in der Klage über die „verdörrten Gebeine“ noch die ursprüngliche Bedeutung von rûaḥ zu erkennen. Indem Ezechiel den verdörrten Gebeinen eine Neubelebung ankündigt, verändert er die Verwendung von rûaḥ: die zurückkehrende Lebenskraft werde zur Menschenschöpfung. Auch in Jes 57  diene laut Westermann der Begriff rûaḥ dazu, Rettung und Menschenschöpfung miteinander zu verbinden und damit dem Begriff rûaḥ eine neue Bedeutung zu geben.